# Mare di Ross
Il Mare di Ross è un mare dipendente dell'Oceano Pacifico che bagna le coste dell'Antartide comprese tra Terra della Regina Vittoria e la Terra Marie Byrd. Oltre la metà del mare di Ross è costantemente coperta da una spessa coltre di ghiaccio detta Barriera di Ross, che ha una superficie di circa 500000 km².

## Descrizione
È così chiamato in onore di James Clark Ross, che lo scoprì nel 1841. A ovest del mare di Ross si trova l'isola di Ross sulla quale si trova il monte Erebus, un vulcano attivo. A est si trova l'isola Roosevelt, e sempre dallo stesso versante est, in un'insenatura si trova la baia di McMurdo che forma un porto naturale libero dai ghiacci nell'estate antartica.
Ai confini della barriera vive un terzo dell'intera popolazione di pinguini di Adelia. Forti tempeste scostano il ghiaccio e si formano vaste superfici di acque libere dette polynyas, queste costituiscono la fonte di sostentamento dei pinguini in quanto il sole provoca la fioritura di microscopiche alghe che costituiscono a loro volta l'alimento principale del krill di cui poi si nutrono i pinguini. Il Mare di Ross è il primo e finora unico luogo nel quale sono stati isolati esemplari di Cryothenia amphitreta.

## Riserva marina
Il 28 ottobre 2016 la Commissione per la protezione delle risorse marine viventi in Antartide (CCAMLR), formata da 24 nazioni e l'Unione europea, dopo 5 anni di trattative, ha raggiunto un'intesa per l'istituzione nel Mare di Ross di una riserva marina di 1,55 milioni di chilometri quadrati (una superficie estesa quanto la somma dei territori di Francia e Spagna), la più estesa mai realizzata. L'accordo, firmato a Hobart, in Australia, prevede l'istituzione di un'area nel quale vi sarà un divieto assoluto di pesca della dimensione di 1,1 milioni, e di un'altra area in cui sarà consentita solo a scopo di ricerca. L'area protetta sarà attiva a decorrere dal dicembre 2017 per la durata di 35 anni.